# Aaronsohnia
Aaronsohnia es un género de plantas fanerógamas perteneciente a la familia Asteraceae, nativo del norte de África y Medio Oriente.

## Taxonomía
El género fue descrito por Warb. & Eig y publicado en Bull. Agric. Exp. Station Tel-Aviv 6: 39. 1927.
Etimología
El género fue nombrado en honor del botánico rumano Aaron Aaronsohn. 
El taxón comprende dos especies: 
- Aaronsohnia factorovskyi Warb. & Eig y
- Aaronsohnia pubescens (Desf.) K.Bremer & Humphries.